# 作格

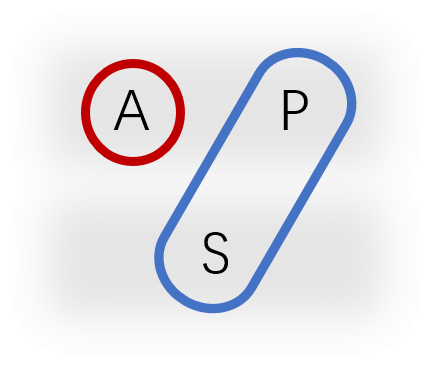
作通格語言的「作格阵线」

作格（缩写： ERG）亦稱能格、施格，是指在作通格語言中，標定及物動詞句施事论元（A）的語法格。在作通格語言中，及物动词句的受事论元（P）与不及物动词句的核心变元（S）同等对待，格配列上即标记为同一格，是为通格；另一方面區別對待及物动词句的施事论元（A），是为作格。:110在該配列当中，作格一般有標記（marked），而通格無標記。格理論的研究強有力地支持了「作格標定動詞的施事者」的觀點；不仅如此，施事论元往往能占据一个固定的位置，这个位置也就是功能动词（也称轻动词）投射在* X'理论的基础结构上的位置。
絕大部分南島語系的語言中都有作格，但台灣南島語言魯凱語卻是屬於主賓格語言。